# Elektronická cigareta

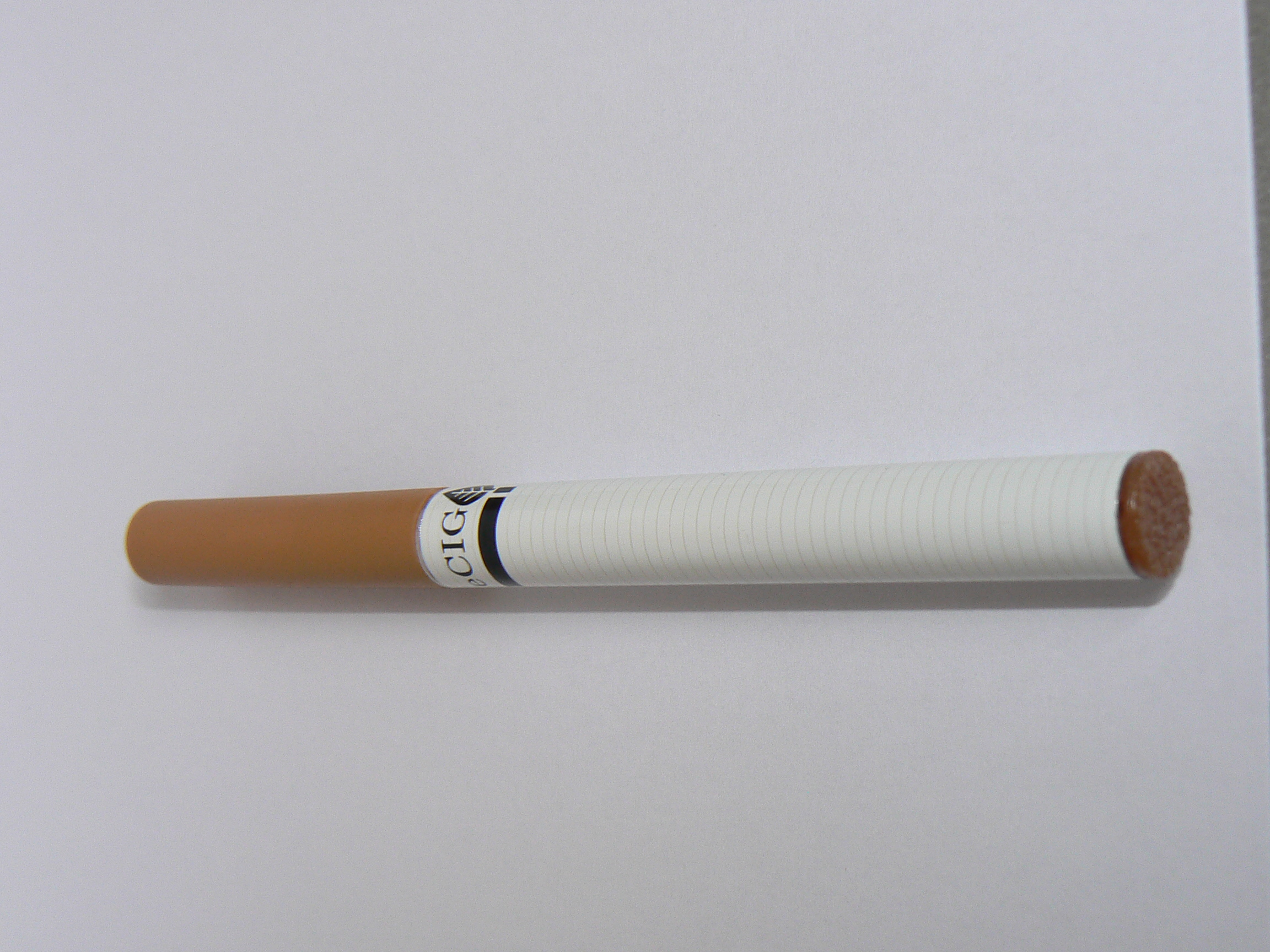
Elektronická cigareta v podobě klasické cigarety

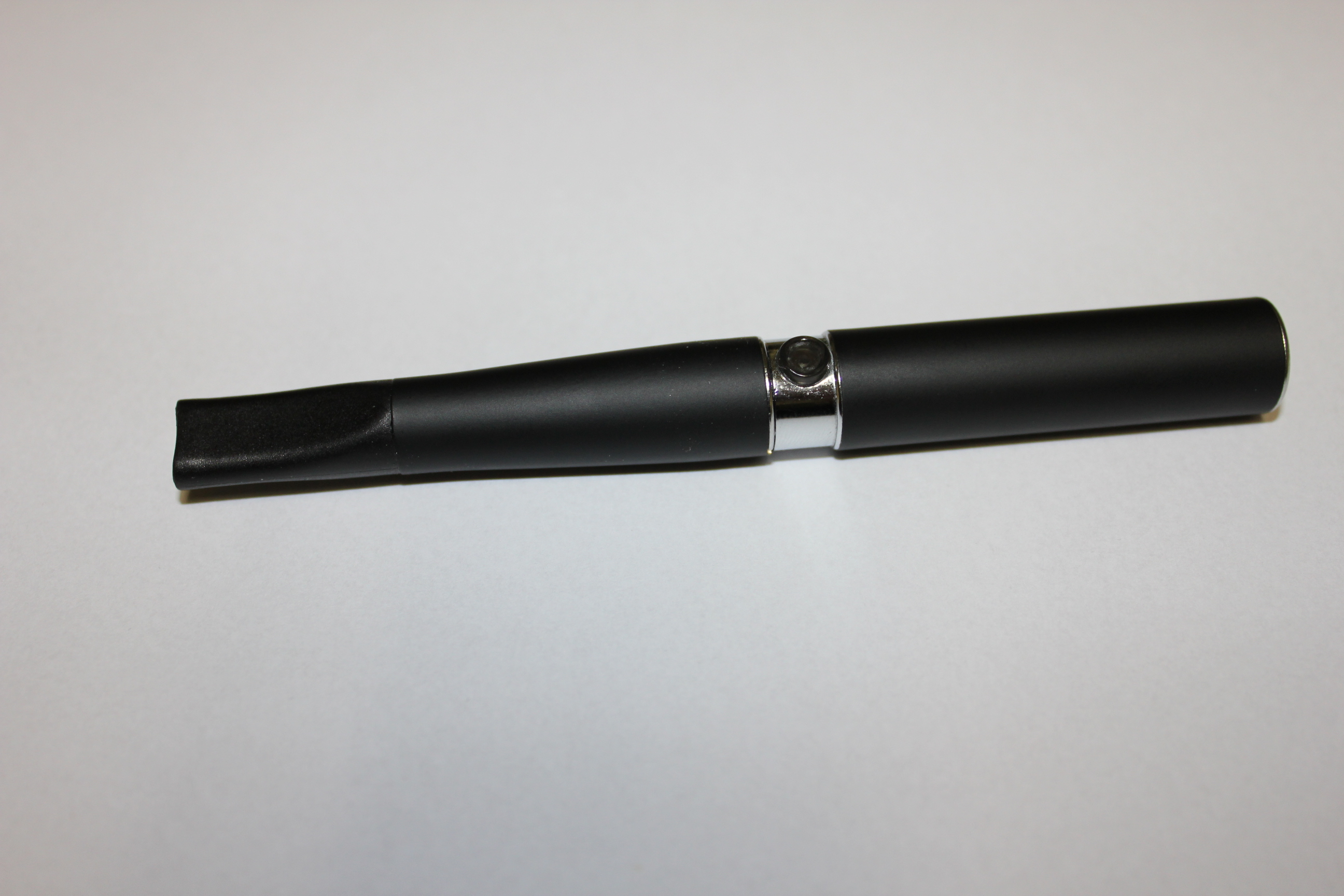
Elektronická cigareta eGO – A

Elektronická cigareta je zařízení, které bylo vyvinuto a patentováno v Číně v roce 2006. Toto zařízení vytváří aerosol podobný cigaretovému kouři zahřátím kapalné náplně komerčně nazývané e-liquid. Tento aerosol pak uživatel elektronické cigarety vtahuje do plic a vydechuje. Přestože oficiální název zní elektronická cigareta (e-cigareta), jedná se funkcí o vaporizér (slangový název vapo je pro označování e-cigaret odvozen právě od tohoto slova).

## Historie elektronické cigarety
Historie elektronických cigaret sahá do 20. let 20. století. Prvním, kdo přišel s myšlenkou daného principu, byl Joseph Robinson, který si dal svůj elektrický vaporizér – zařízení, díky němuž bylo možno inhalovat léčivé látky za pomoci elektrického vyhřívání – patentovat po několikaletém bádání v roce 1927.[zdroj?] Přestože jeho myšlenka upadla na delší čas v zapomnění, znovu se jí chopil v 60. letech Herbert A. Gilbert a zkonstruoval první netabákovou cigaretu bez kouře, čímž se vaporizér přiblížil své dnešní podobě i uplatnění. Posledním mužem v řadě těch, kdo si mohou nárokovat autorství e-cigarety, je Číňan Hon Lik, který se zasloužil nejen o vzkříšení této myšlenky, ale spolu s ním o čistší a bezproblémovější průběh olympijských her v Pekingu roku 2008. V současnosti je přístup k elektronickým cigaretám ve světě poněkud rozporuplný, zatímco některé země jejich využívání preferují, jiné jsou k nim více než kritické a poukazují na fakt, že neexistují žádné potvrzené studie o neškodnosti jejich používání, kterým zastánci argumentují.
Česká republika se po Číně, Izraeli, Austrálii a Turecku stala pátou zemí na světě, kde se elektronická cigareta začala distribuovat. V létě 2009 byl v ČR schválen zákon, který elektronickou cigaretu definuje a vymezuje podmínky používání a prodeje. Podle tohoto zákona se elektronickou cigaretou rozumí „výrobek napodobující funkci tabákového výrobku nebo tabákové potřeby, jehož účelem je vdechování nikotinových výparů, včetně příslušenství takových výrobků.“ Česká vláda v roce 2015 navrhla zakázat používání elektronických cigaret všude tam, kde tabákový zákon zakazuje kouření (nově by se mělo jednat i o vnitřní prostory restaurací a barů). Doposud používání elektronických cigaret zakazují pouze vnitřní předpisy některých provozovatelů, např. Smluvní přepravní podmínky Pražské integrované dopravy. Dne 31. května 2017 začal platit v České republice úplný zákaz kouření ve veřejných prostorách, přičemž tento zákon se dotýká i elektronických cigaret. Výjimku mají pouze v provozovnách stravovacích služeb.

## Rozdíly mezi elektronickou cigaretou a běžnou cigaretou

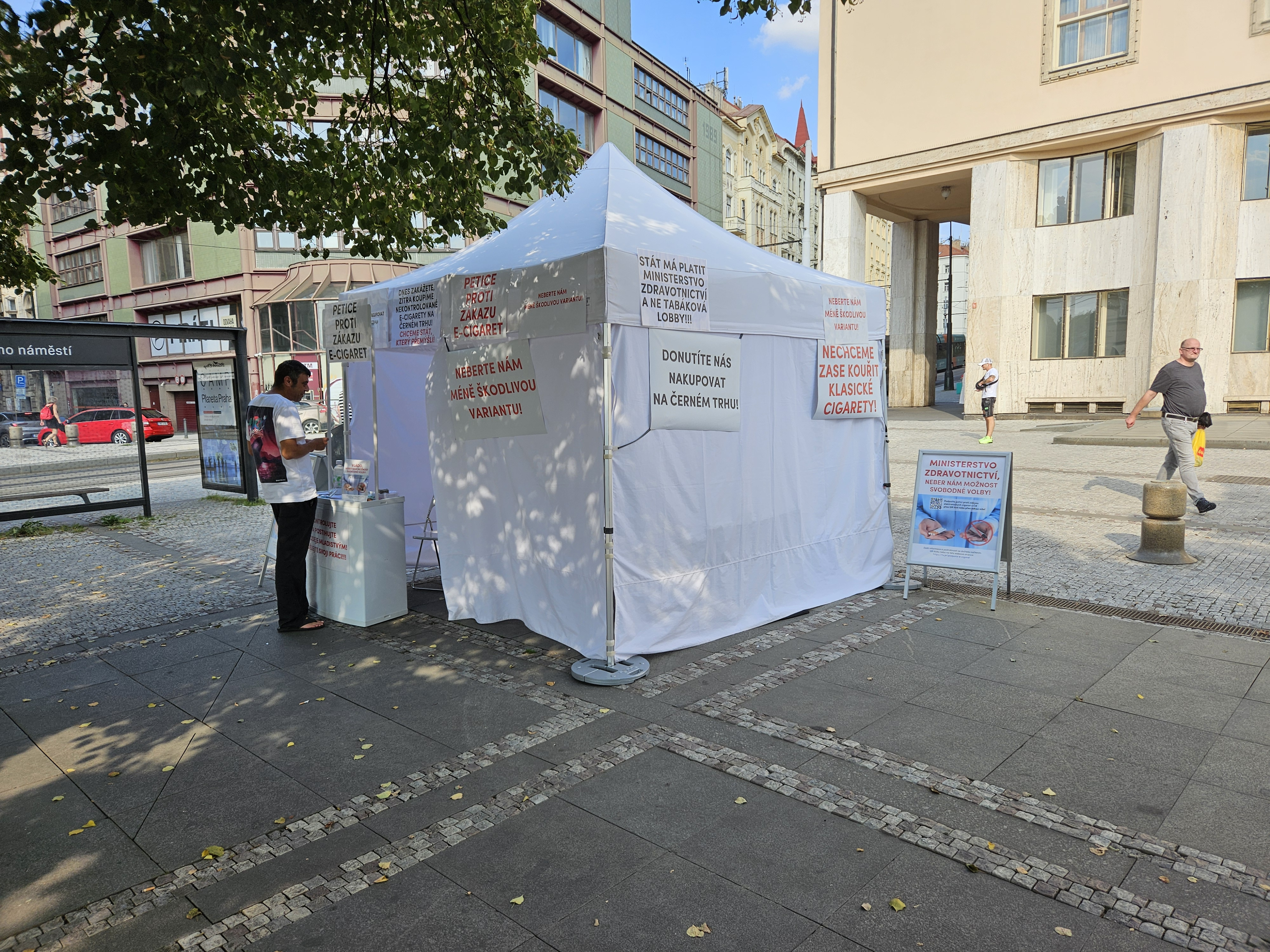
Petiční stánek sbírající podpisy proti chystanému zákazu příchutí u vapingových produktů v září 2024 na Pražském Palackého náměstí

Prodejci elektronických cigaret často označují dým vycházející z elektronické cigarety jako páru. Takové označení není přesné, protože jde ve skutečnosti o aerosol, směs pevných a kapalných částic v plynu. V elektronických cigaretách není náplň zapálena, takže aerosol neobsahuje látky vznikající hořením, jako je oxid uhelnatý, dehet, atd. Rozdíly složení tabákové a elektronické cigarety jsou následující:
- Tabáková cigareta před použitím – k výrobě filtru se používá acetát celulózy, k výrobě papírku např. uhličitan vápenatý, uhličitan hořečnatý, oxid titaničitý a dusičnan draselný; dále je zde samozřejmě tabák s přidanými látkami – typický je třeba čpavek, který zlepšuje vstřebávání nikotinu (mezi oblíbené dále patří etylenglykol, různě složité cukry, aromata).[7]
- Elektronická cigareta před použitím – e-liquid v elektronické cigaretě se skládá převážně z monopropylengylokolu a glycerolu, nikotinu (jedná-li se o nikotinovou variantu), aromata. Je potřeba dbát na to, jaký e-liquid je používán, složení se může měnit dle receptury a typu příchutě (tzn. ve stopovém množství mohou být v e-liquidu i další látky)[8]
- Tabáková cigareta při kouření – je prokázáno více než 4000 nebezpečných látek, které do sebe kuřák inhaluje při použití tabákové cigarety
  - cigaretový kouř obsahuje látky dráždící oči a dýchací systém, toxické látky (jedy), mutageny (látky ovlivňující genetickou informaci v DNA chromozomů), karcinogeny, reproduktivně-toxické látky (látky zhoršující schopnost početí dítěte)
  - toxické látky zahrnují např. amoniak, akrolein, oxid uhelnatý, formaldehyd, kyanovodík, nikotin, oxidy dusíku, fenol, oxidy síry
  - v tabákovém kouři bylo odhaleno přes 60 látek s karcinogenními účinky
  - samotný kouř z cigaret je zařazen do seznamu karcinogenů I A třídy (nejvyšší nebezpečnost)
  - v místnostech kde se opakovaně kouří byla naměřena zvýšená koncentrace radioaktivního polonia-210 a olova-210 (produkty rozpadu radonu)
- Elektronická cigareta při kouření – při kouření elektronické cigarety dochází k zahřátí e-liquidu, a tím k částečnému rozkladu glycerolu a monopropylenglykolu v náplni. Monopropylenglykol může ve vysoké dávce během krátké doby způsobit otravu. Vystavení monopropylenglykolu v kapalné formě může způsobit podráždění očí a horních dýchacích cest.

### Obsah nebezpečných chemikálií
I přes nespočet studií, testů a nezvratných důkazů koluje o elektronických cigaretách, e-liquidech a vapování jako takovém řada nesmyslných a nepodložených mýtů a dezinformací. Některé nitrosaminy nebo těžké kovy jako nikl, kadmium, v případě, že člověk používá dlouho tzv. žhavicí hlavu.[ujasnit] Všechny prodávané náplně navíc prochází důkladným testováním podle striktně nastavených pravidel EU, čímž je zaručena jejich nezávadnost. Analýza VŠCHT provedená v roce 2009 neprokázala výskyt zdraví nebezpečných látek ve výparech s výjimkou nikotinu.

### Propylenglykol (PG)
Jedna ze dvou základních složek e-liquidů, nejčastěji se objevuje v kombinaci s níže uvedeným rostlinným glycerolem, ale může být v náplni i bez něj.
Jedná se o organickou sloučeninu bez barvy a zápachu.

### Rostlinný glycerol (VG)
Známý také jako glycerin nebo glycerol, jde o jednu ze dvou základních složek e-liquidů, nejčastěji se objevuje v kombinaci s výše uvedeným propylenglykolem, ale může být v náplni i bez něj.

### Spory o velikosti zdravotních rizik
Přechod kuřáka na elektronické cigarety vede k menšímu poškození zdraví jak u kuřáků, tak u dalších lidí vystavených aerosolu místo tabákového kouře. U některých kuřáků se při půlročním výzkumu ukázalo, že jim e-cigarety mohou nahradit běžné cigarety a na konci výzkumu běžné cigarety nekouřili.
Nepanuje shoda na tom, zda jsou elektronické cigarety prvním krokem ke kouření. Skupina lékařů a vědců tvrdí, že se nic takového neprokázalo a jedná se jen cestu, jak eliminovat prosazení elektronických cigaret. Později zveřejněná studie mezi více než 60 000 žáky základních a středních škol v USA došla naopak k závěru, že z dětí, které zkusily elektronickou cigaretu, jich chce začít kouřit dvojnásobek oproti dětem, které elektronickou cigaretu nezkusily. Ve Spojených státech tvoří pětinu kuřáků elektronických cigaret lidé, kteří nikdy nekouřili nebo přestali kouřit před více než pěti lety. Australská studie z roku 2014 říká, že počet nekuřáků (tabákových cigaret), kteří používají elektronickou cigaretu, je malý a není prokázán přestup od elektronických cigaret ke klasickým.
Studie se zaměřila na několik skupin kuřáků a exkuřáků: na ty, kteří kouří běžné cigarety, bývalé kuřáky, kteří přešli na e-cigarety, bývalé kuřáky na substituční nikotinové terapii a bývalé kuřáky, kteří dnes kouří elektronicky nebo užívají i náhradní nikotinovou terapii s těmito výsledky:
- Významně nižší hodnoty karcinogenů měli v těle ti, kteří kouří pouze e-cigarety a odnaučení kuřáci s nikotinovými náhražkami. Na rozdíl od těch, kteří zůstali věrní tabáku, kuřáci obou cigaret a kuřáků, kteří zároveň užívají nikotinovou odvykací terapii.
- Analýza moči a slin 181 účastníků výzkumu prokázala, že hladina chemických látek spojených s rakovinou je u 97,5 % testovaných nižší u odnaučených kuřáků, kteří vdechují výpary z elektronických cigaret než u dlouhodobých kuřáků.

„...porovná-li se dlouhodobé používání elektronických cigaret s běžným kouřením, je pravděpodobně zdraví prospěšnější, určitě vzhledem k riziku vzniku rakoviny. E-cigarety jsou podstatně bezpečnější než obyčejné cigarety.“ citoval v roce 2017 server The Daily Dot Liona Shahaba, jednoho z vědců, kteří se podíleli na dlouhodobé studii.

### Riziko požárů
Běžné cigarety způsobily např. v letech 2001 až 2010 na území České republiky celkem 8176 požárů, což je okolo 4 % všech požárů vůbec; bylo při nich usmrceno 176 osob). V několika případech však došlo k výbuchu baterie elektronické cigarety a vážným poraněním kuřáků.
Jak konstatuje americký úřad pro požáry, na to, že nyní je v USA cca 2,5 mil kuřáků elektronických cigaret, je riziko vzniku požárů velmi nízké. Od roku 2009 do roku 2014 bylo evidováno 25 těchto případů, z toho 80 % vzniklo při nabíjení, pouze 8 % při užívání (tedy pouze 2 případy za 5 let).

### Bezpečnost
Regulované produkty amerického potravinářského a léku (FDA), jako jsou nikotinové inhalátory, jsou pravděpodobně bezpečnější než e-cigarety. Systematické přezkoumání v roce 2014 dospělo k závěru, že zdravotní úřady přehnaly rizika elektronických cigaret a uvedla, že i když mohou existovat určitá zbývající rizika, riziko používání elektronických cigaret je pravděpodobně malé ve srovnání s kouřovým tabákem.

## Pasivní kouření
Úroveň vstřebaného nikotinu u nekuřáků vystavených aerosolu elektronických cigaret je podobná jako u nekuřáků vystavených kouři běžných cigaret. Množství vstřebaného nikotinu pasivním kuřákem je tak malé, že nemá vliv na jeho zdraví a ani nemůže způsobit jeho závislost na nikotinu.
Kolem elektronických cigaret vznikají mýty a zároveň různé studie. Například, že vydechovaný aerosol se liší od kouře běžných cigaret tím, že v aerosolu je méně jemných částic, ale více některých těžkých kovů v porovnání s kouřem běžných cigaret, či o porovnání obsahu různých látek v e-cigaretě a klasické cigaretě. Vydechovaný aerosol obsahuje kromě nikotinu i ultrajemné pevné částice a těkavé organické sloučeniny, například monopropylenglykol. Vystavení monopropylenglykolu ve formě aerosolu může způsobit podráždění očí a horních dýchacích cest. Nicméně pasivní vystavení aerosolu z elektronické cigarety je u dětí škodlivé.
Ale zatím nejsou k dispozici zhodnocení dlouhodobého účinku pasivního vdechování aerosolu z elektronických cigaret, na rozdíl od klasických cigaret, kde jsou negativní účinky na zdraví uživatele dokázány a jsou považovány za velmi škodlivé zdraví. Zatímco v elektronické cigaretě hledáme jen několik potenciálně nebezpečných látek,[zdroj?] v klasické tabákové cigaretě je prokázáno na 4000 nebezpečných substancí.[chybí lepší zdroj]

## Náplň do elektronické cigarety
Náplň elektronické cigarety, tedy e-liquid, je většinou založena na monopropylenglykolu a glycerolu. Obsahuje aromatické látky, většinou buď potravinářská aromata, nebo speciálně pro tento účel vytvořená aromata tabákových příchutí. V závislosti na receptuře pak může obsahovat menší procento vody, alkoholu a organických kyselin.
Náplň může obsahovat volitelné množství nikotinu. Běžné obsahy nikotinu v komerčních e-liquidech jsou 0 mg/ml, 3 mg/ml, 6 mg/ml, 8 mg/ml, 12 mg/ml, 16 mg/ml, 18 mg/ml, 20 mg/ml. EU snížila maximální obsah nikotinu v náplních na 20 mg (toto omezení je pod regulací nazvanou TPD). Dále toto se toto omezení vztahuje na maximální objem nikotinových náplní tj. 10 ml.

## Konstrukce elektronické cigarety
Elektronická cigareta se skládá z dvou funkčních částí:
1. elektrická baterie (včetně případné řídící a regulační elektroniky)
2. atomizér – v případě, že je atomizér vyroben v celku s patronou (cartridge), je nazýván cartomizér. U novějších typů elektronických cigaret je součástí atomizéru průhledná nádržka (tank) na e-liquid. V takovém případě je označován jako clearomizér.

Jako baterie se používají lithium-iontové akumulátory. U některých typů najdeme vestavěný akumulátor, jindy to jsou jeden nebo dva vyjímatelné články. Pro účely elektronické cigarety se u nich uvádí typ spínání: AUTO a MANUAL. Spínání typu Auto znamená, že k sepnutí obvodu dojde při potažení z elektronické cigarety. Spínání Manual je zajištěno tlačítkem, které je třeba stisknout při potažení z elektronické cigarety.
V atomizéru, který je napájen elektrickým proudem z baterie, se odpařuje náplň. Většinou se jedná o topnou spirálku z odporového drátu (kanthal), která je v kontaktu se savým materiálem napuštěným e-liquidem. Ten je zahříván na teplotu 100–250 °C a vzniká kouři podobný aerosol. Atomizér svoji konstrukcí a provedením zásadně ovlivňuje výslednou chuť, množství dýmu a další vlastnosti elektronické cigarety.
Patrona (cartridge) je zásobník a podavač e-liquidu k atomizéru.
Cartomizér je spojení atomizéru a patrony v jeden celek. 
Novější a běžně užívané typy elektronických cigaret už používají možnost plnění e-liquidu přes echomizér či clearomizér.
Klasické elektronické cigarety jsou často subtilnější zařízení s jednou baterií poskytující nižší výkon. Naopak gripy, neboli mody, jsou robustnější přístroje mnohdy se dvěma vyjímatelnými bateriemi a výrazně vyšším výkonem. Výsledkem je tak větší množství aerosolu, který tyto elektronické cigarety produkují. Gripy se dále dělí na mechanické a elektronické.
Elektronické gripy mají často displej informující o parametrech, jako jsou kapacita baterie, teplota žhavicí spirály atd.
Postupným vývojem se elektronické cigarety stále méně podobají klasickým tabákovým cigaretám. Rozměry i hmotnost se spíše zvětšují, protože podstatnějšími parametry oproti vzhledu jsou kapacita a výdrž baterie, dostatečně výkonný atomizér a optimální zásoba e-liquidu, proto není neobvyklé mít e-cigaretu výkonnější než 100 W.[zdroj?]